# اولا زالتزگبر
اولا زالتزگبر (به آلمانی: Ulla Salzgeber) (زادهٔ ۵ اوت ۱۹۵۸ میلادی در اوبرهاوزن) یک سوارکار زن اهل کشور آلمان در رشتهٔ درساژ است. او در سال‌های ۲۰۰۰ و ۲۰۰۴ کرد که موفق شد دو مدال طلای تیمی را، یک مدال نقرهٔ انفرادی و یک مدال انفرادی برنز، را بدست بیاورد. او همچنین چندین مدال را در بازی‌های جهانی سوارکاری ،جام جهانی درساژ و مسابقات قهرمانی اروپا بدست آورده‌است. پس از بازنشستگی اسب المپیکیش با نام راستی پس از بازیهای ۲۰۰۴ و مرگ ناگهانی اسب دومش در ردهٔ بین‌المللی در سال ۲۰۰۵ زالتزگبر با مشکل یافتن اسبی جدید برای مسابقات سطح جایزهٔ ویژه مواجه شد.
در سال ۲۰۰۵ او درخواست از مسابقات کرد تا به عنوان مشاور تیم ملی درساژ استرالیا شود اما در اواخر سال ۲۰۰۶ از این سمت استعفا داد. در سال ۲۰۰۸ او با اسبی به نام هرزروف ارب در مسابقات شرکت کرد. اما این مصدوم شد و مسابقات بسیاری را از دست داد. زالتزگبر در ژوئیه سال ۲۰۱۶ اعلام کرد که روش آموزشی خود را تغییر داده‌است و به اصطبلی جدیدی در اترینگن در بایرن تغییر مکان داده‌است. در سال ۲۰۱۳ و پس از بازگشت اسبش هرزروف ارب به مسابقات زالتزگبر به فهرست الف تیم ملی آلمان بازگشت.

## زندگی شخصی
اولا زالتزگبر در ۵ اوت ۱۹۵۸ و در شهر اوبرهاوزن و با نام اولا هلبینگ به دنیا آمد.او سوارکاری را از سن ۱۰ سالگی آغاز کرد و در رشته والتینگ فعالیت می‌کرد. در سال ۱۹۷۷ و در سن ۱۹ سالگی او قهرمان جوانان اروپا بود. وی به کالج رفت و پیش از آن که اصطبل شخصی خود را در شهر باد وریسهوفن بسازد و بر رشتهٔ درساژ تمرکز کند از مدرسهٔ حقوق فارغ‌التحصیل شد. اولا زالتزگبر با سباستین زالتزگبر ازدواج کرده‌است و از این ازدواج یک دختر به نام کیم دارد.